# Ebikweminmo Welson
Ebikweminmo Welson (ur. 22 listopada 1992) – nigerysjki zapaśnik walczący przeważnie w stylu wolnym. Wicemistrz igrzysk afrykańskich w 2019 i czwarty w 2015. Srebrny medalista igrzysk wspólnoty narodów w 2010, 2014 i 2022; a także brązowy w 2018. Pięciokrotny medalista mistrzostw Afryki w latach 2014 - 2022. Trzeci na mistrzostwach Wspólnoty Narodów w 2013 roku.